# La cura mortal
Maze Runner: La cura mortal (título original The Death Cure) es el tercer libro de la saga de distopía y ciencia ficción Maze Runner escrita por James Dashner. La novela fue publicada originalmente el 11 de octubre de 2011 por la editorial Delacorte Press y en el 2012 fue publicada en España por Nocturna y en Latinoamérica por V&R Editoras.

## Argumento
Después de que Thomas estuviera encerrado por más de tres semanas en una habitación blanca, Janson la “Rata” aparece y le dice que todas las pruebas habían terminado y que el único objetivo de todo lo que tuvieron que pasar él y sus amigos era para analizar los paradigmas de sus cerebros y trazar un plano que los llevara a la cura del virus de la “Llamarada”, además de que le hace saber que era uno de los pocos que era inmune al virus. Tras discutir con la “Rata”, Thomas es llevado a otra habitación junto con sus amigos y otros sobrevivientes, y les hacen saber que todos sus recuerdos les serán devueltos y que Newt es de los pocos que no son inmunes. Thomas, Minho y Newt no están de acuerdo y son encerrados en otra habitación. Luego de querer obligarles a recuperar sus recuerdos, logran escapar gracias a la ayuda de Brenda y tras enfrentarse con varios guardias de CRUEL, llegan a un Hangar donde encuentran a Jorge y al decidir ayudarles logran escapar en un Berg del complejo de CRUEL. En el transcurso de esto, Thomas observa como su amigo se va volviendo más irritable por el virus de la “Llamarada” y luego Newt le entrega una carta diciéndole que la lea en el momento indicado.
Thomas se entera de que sus otros amigos también lograron escapar del complejo en otro Berg, y Brenda le hace saber que están en un lugar llamado Denver, un espacio que fue elegido como zona de cuarentena y que en él se encuentra parte de la población inmune; así mismo, Brenda le dice que tienen que ir a ese lugar para buscar a un hombre que trabajaba para CRUEL llamado Hans, y les quite los dispositivos de su cabeza que CRUEL les implantó y que lo controlan a él y a sus amigos. Decididos, logran llegar a ese lugar, pero Newt es el único que se decide a esperar en el Berg. Al entrar en Denver, un hombre misterioso les entrega un papel donde un antiguo habitante del Área los cita en una dirección, Thomas y sus amigos quedan sorprendidos al saber que se trataba de Gally.
Cuando llegan a la dirección, Thomas le sorprende ver a su viejo enemigo con el rostro demacrado. Al final éste los invita a pasar a una habitación y les explica que él se había enterado de su llegada gracias a un mensaje anónimo que había recibido, pero al parecer no era de ninguno ellos; y luego les dice que él se había unido a un grupo clandestino denominado el “Brazo Derecho”, que tenía por objetivo destruir a CRUEL, y que por ese grupo fue como logró escapar de sus instalaciones. Finalmente, Gally les dice que de alguna manera necesita de su ayuda para lograr el objetivo, y así mismo les hace saber que los inmunes de la ciudad estaban desapareciendo misteriosamente con la sospecha de que era por cazadores de recompensas que los vendían a CRUEL, y que además había una fuerte recompensa por el asesinato de la persona llamada Hans ya que se creía que ellos estaban ahí por él. Tras escuchar esto, Brenda, Minho, Jorge y Thomas deciden ir inmediatamente a buscarlo.
Al dar con Hans este decide ayudarlos, pero el dispositivo que controla a Thomas hace que se enfrente con ellos para que no sea retirado, y tras un largo enfrentamiento logran sedarlo y terminan por quitarle el dispositivo tanto a él como a Minho. Después, al ir a comer a un restaurante, Thomas observa a una persona que estaba bajo los efectos de una droga que llamaban la “Felicidad”, pero al ser capturado este por unos guardias de camisa roja, se crea un alboroto y todos logran escapar menos Thomas que es detenido por uno de ellos. El guardia al enterarse de que Thomas era inmune, lo toma como rehén para venderlo, pero al llegar al carro del guardia, este es asesinado por un planeador de la policía que tenía una pantalla donde mostraba el rostro de Janson la “Rata”. Este le explica a Thomas que él es el Candidato Final y él más importante, y que la cura de la “Llamarada” dependía de él. Posteriormente la “Rata” le dice que se entregue de manera voluntaria y además le hace saber que su amigo Newt estaba en problemas. Finalmente el planeador se va, y Thomas se queda solo. Al encontrarse con sus amigos, deciden regresarse al Berg para ver cómo estaba Newt, pero se enteran de que su amigo fue capturado por unos guardias y llevado a un lugar que llaman el “Palacio de los Cranks”, un sitio donde contenían a todos los Cranks. Minho convence a todos de ir a rescatar a su amigo, pero al llegar y encontrarlo con la ayuda de unos guardias, éste se ve más afectado por el virus y les dice que se larguen. Tras discutir, Newt les dice que se va a fugar con unos Cranks a Denver y que lo dejen de una vez por todas. Sus amigos, resignados, se van de vuelta a Denver en el Berg. Sin embargo, en el camino Thomas se acuerda de la carta de Newt y decide abrirla, leyendo el mensaje que se reducía a dos frases cortas: Mátame. Si alguna vez fuiste mi amigo, por favor mátame.
Al llegar a Denver para ver a Gally, son capturados por unas personas y son llevados en una camioneta a una habitación obscura, donde también se encontraban sus otros amigos. Teresa, Aris, unas chicas del grupo B, todos menos Sartén, que había sido capturado por otros, se encontraban allí; al igual que otras personas que también eran inmunes y habían sido capturadas. Ahí mismo se enteran de que el gobierno de Denver había declarado en estado de emergencia a la ciudad y que la misma se había convertido en un caos. Luego al entrar los guardias para alimentarlos, son embestidos por Minho y otros prisioneros y son tomados como rehenes. Después al preguntar por qué los capturaban, todos dijeron que no sabían nada, pero uno de ellos les dice que para saberlo tendrían que hablar con su jefe y que él podría llevarlos a donde se encontraba, en la camioneta. Thomas y Brenda deciden aventurarse con él, y tras enfrentar varios obstáculos, logran llegar al cuartel general donde estaba el líder del “Brazo Derecho” llamado Vince que iba acompañado por Gally.
Vince les explica que estaba capturando a todos los inmunes con el objetivo de utilizarlos y poder ingresar al cuartel general de CRUEL para por fin detenerlos y rescatar a la raza humana. Con todo esto, Thomas decide ayudarlos entregándose a CRUEL e ingresando en el complejo un dispositivo del “Brazo Derecho” que desactivaría todas las armas de CRUEL; pero para llegar primero tendría que ir en una camioneta por la carretera y luego ir a un hangar donde se encontraba un Berg que lo llevaría al complejo.
Al ir por la carretera, la camioneta trata de superar a tres automóviles que estaban siendo manejados por Cranks, pero al final choca con uno y en el momento del impacto Thomas se queda atónito al ver a Newt fuera de la camioneta convertido casi en un auténtico Crank, pero en ese instante se acuerda de su carta y decide bajar. Thomas empieza a hablar con Newt, y le dice que se vaya con él, pero este reacciona de manera violenta y comienzan a pelear. Con la poca cordura que le quedaba a Newt, este se acerca una pistola en su cabeza que tenía Thomas y le reclama que cumpla su deber como amigo y que lo mate para que no se convierta en uno de ellos. A Thomas le cuesta trabajo cumplir el deseo de su amigo, pero finalmente lo hace, y se retira llorando hacia la camioneta.
Cuando llega al hangar, sube al Berg y este lo deja cerca de las instalaciones de CRUEL. Janson la “Rata” lo recibe y lo felicita por haber vuelto, pero finalmente le dice que para poder hallar la cura necesitaban su cerebro y hacerle una vivisección. Thomas sabía que eso significaba su muerte, pero aun así debía seguir el plan, poniendo el dispositivo y esperando el ataque del “Brazo Derecho”. Logra poner el dispositivo en el baño y luego al salir lo envían a un cuarto solo, pero después de un rato llega Janson y le dice que tienen que empezar lo más rápido posible, y en ese instante Thomas se da cuenta de que por fin esa era la señal de “Brazo Derecho”. Después Thomas les dice que ya no está seguro de hacerlo, pero antes de que pudiera hacer algo, logran sedarlo y su mundo se empieza a desvanecer a su alrededor.
Thomas logra despertar y se da cuenta de que le dejaron en la mesa que estaba junto a su cama una carpeta que contenía los planos del cuartel general con todas sus rutas y una carta de la ministra Paige, la persona que tenía el rango más alto en CRUEL. En la carta le dice a Thomas que había convencido a sus colegas de que interrumpieran el procedimiento de vivisección y que le había dejado los planos del cuartel general de CRUEL y así mismo había trazado los caminos para que primero encontrará a sus amigos en el lugar por donde había entrado el “Brazo Derecho”, y después rescatara a todos los Inmunes que se encontraban en el Laberinto, en el que él había estado desde un principio, y que los llevara a una Trans-Plana donde los llevaría a una nueva vida.
Thomas sigue al pie de la letra todas las instrucciones y se reúne con sus amigos, y ahí se entera de que Vince quiere volar todo el complejo de CRUEL y que no está dispuesto a detenerse por nada. Thomas trata de convencer a Gally de que vaya con ellos y rescaten a todas esas personas; este lo consigue y van al laberinto donde se encuentran con Sartén y todos los inmunes. Posteriormente logran llevar a todas las personas a la Trans-Plana antes de que se derrumbara todo por las explosiones, pero antes de que ellos pudieran irse, Janson la “Rata” los enfrenta junto con otros guardias, sin embargo son derrotados y Thomas termina asesinando a la “Rata”. Al intentar salir, Thomas está a punto de morir por un fragmento del techo que estaba a punto de caerle, pero Teresa lo salva al empujarlo y le cae a ella, lo que ocasiona su muerte.
Finalmente, con todo eso, logran traspasar la Trans-Plana y llegan sanos y salvos a una colina con un bosque y un océano, lo que para ellos representaba el paraíso, la oportunidad de un nuevo comienzo y la salvación de la raza humana.

## Personajes
Además de todos los supervivientes del primer y segundo libro, hay dos que aparecen en este libro y tienen cierta relevancia.
- Vince: Líder del grupo clandestino denominado el "Brazo Derecho"
- Gally: Uno de los supervivientes del Área y aliado del "Brazo Derecho"